# جانی کاردوزو
ژوائو لوکاس دِ سوزا کاردوسو (انگلیسی: Johnny Cardoso؛ زادهٔ ۲۰ سپتامبر ۲۰۰۱) ملقب به جانی کاردوسو بازیکن فوتبال اهل آمریکا است که در پست هافبک دفاعی برای باشگاه اتلتیکو مادرید و تیم ملی آمریکا بازی می‌کند. 
از باشگاه‌هایی که در آن بازی کرده است می‌توان به باشگاه فوتبال اینترناسیونال، رئال بتیس اشاره کرد.
وی همچنین در تیم‌های ملی فوتبال زیر ۲۳ سال و بزرگسالان ایالات متحده آمریکا بازی کرده است.